# Schwarzensee (Gemeinde Weissenbach an der Triesting)
Das Dorf Schwarzensee liegt im Wienerwald nördlich des Triestingtals, auf einem über 500 m ü. A. gelegenen Bergsattel, und bildet eine Katastralgemeinde von Weissenbach an der Triesting. Die Ortschaft hat 60 Einwohner (Stand 1. Jänner 2024). Bis Ende 1970 war Schwarzensee eine eigenständige Gemeinde.
Der naheliegende Peilstein ist ein beliebtes Wandergebiet und Klettergarten.

## Geschichte
Siehe Geschichte des Wienerwalds.
Geschichtliche Daten von Schwarzensee selbst:
- 1146 Die Ägydius-Kapelle wurde gebaut.
- 1155 In einem Dokument wird der Bethsteighof erwähnt.
- 1233–56 Ein Heinrich von Schwarzensee scheint als Zeuge auf.
- 1382–84 Wolfhart von Schwarzensee ist Stadtrichter in Wiener Neustadt.
- 1391–92 Wolfhart von Schwarzensee ist Bürgermeister von Wiener Neustadt.
- 1529 Während der 1. Wiener Türkenbelagerung wird die nahegelegene Burg Arnstein zerstört.
- 1595 Im Zuge der Reformation bilden Schwarzensee sowie Neuhaus – wohl auch durch ihre unzugängliche geografische Lage – evangelische Enklaven im ansonsten rekatholisierten Wienerwald.
- 1683 Während der 2. Türkenbelagerung wird die Bevölkerung stark dezimiert.
- 1809 In diesem Jahr soll, nach der Überlieferung, im Betsteighofe ein Mann aus Steinfeld mit einer schönen jungen Frau gewohnt haben. Napoleonische Soldaten – auf dem Weg zur Schlacht bei Aspern (oder  Wagram) – quartierten sich dort ein. Bäuerliche Widerstandskämpfer schossen durch das Schlüsselloch, trafen aber statt eines Franzosen die junge Frau. Die herausstürzenden Soldaten wurden von den Bauern überwältigt und, auch um Verrat zu verhindern, am Fuß des Galgenriegels, eines 590 m hohen Hügels, getötet.
- 1910 In Kienberg wird Sand und Schotter abgebaut.
- 1945 Im April erreicht die Front den Ort. Siehe auch Geschichte Allands und Kampf um Alland.
- 1951 Schwarzensee bekommt elektrisches Licht.
- 1971 Zusammenlegung von Schwarzensee, Neuhaus und Weissenbach[2]

## Sehenswürdigkeiten
Siehe auch: Liste der denkmalgeschützten Objekte in Weissenbach an der Triesting
- Römisch-Katholische Filialkirche hl. Ägydius: schlichte, im Kern romanische Saalkirche mit polygonalem barocken Chor, von Friedhofsmauer umgeben.
- Gerichtskreuz am Galgenriegel aus dem 16. Jh., gelegen an der Landesstraße 4007[3]

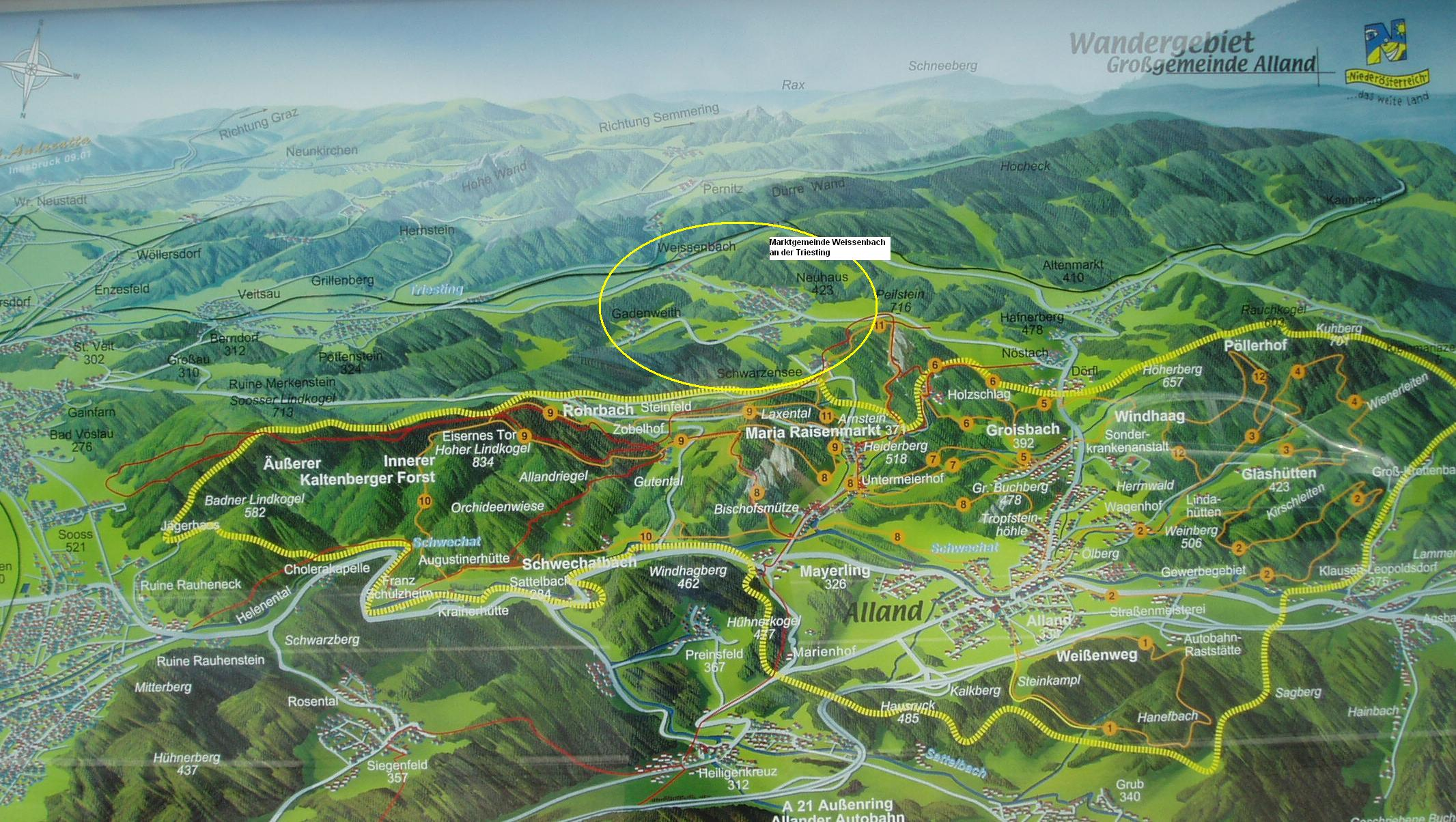
Wandergebiet Alland-Weissenbach
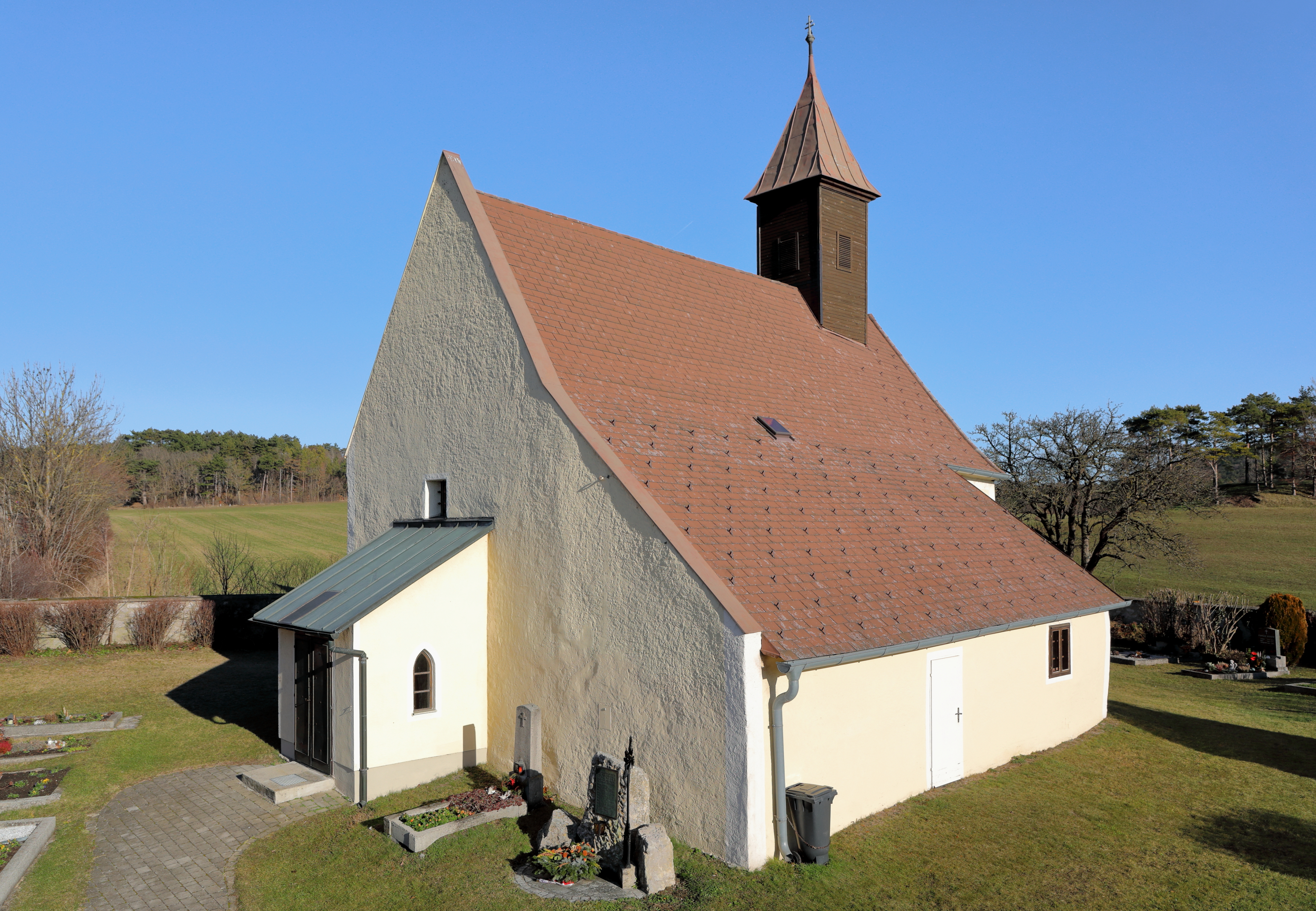
Filialkirche hl. Ägydius in Schwarzensee
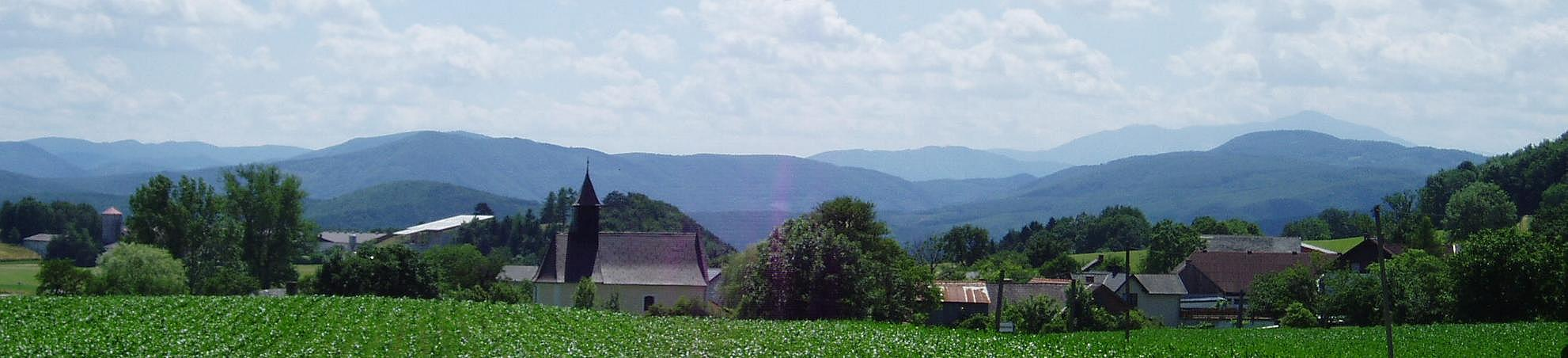
Panorama Schwarzensee nach Süden
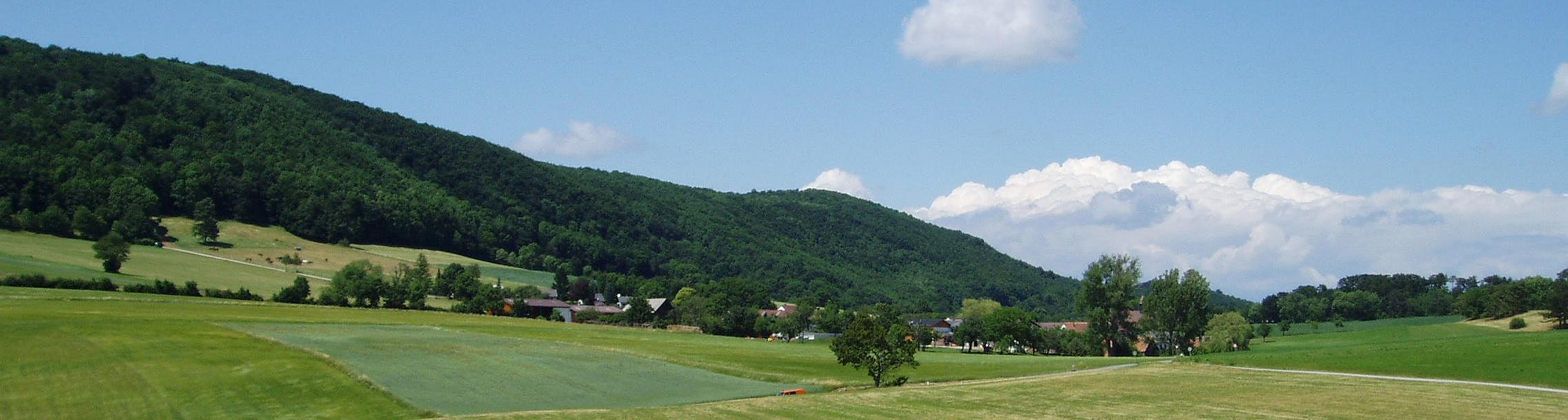
Schwarzensee und Peilstein Blickrichtung Nord
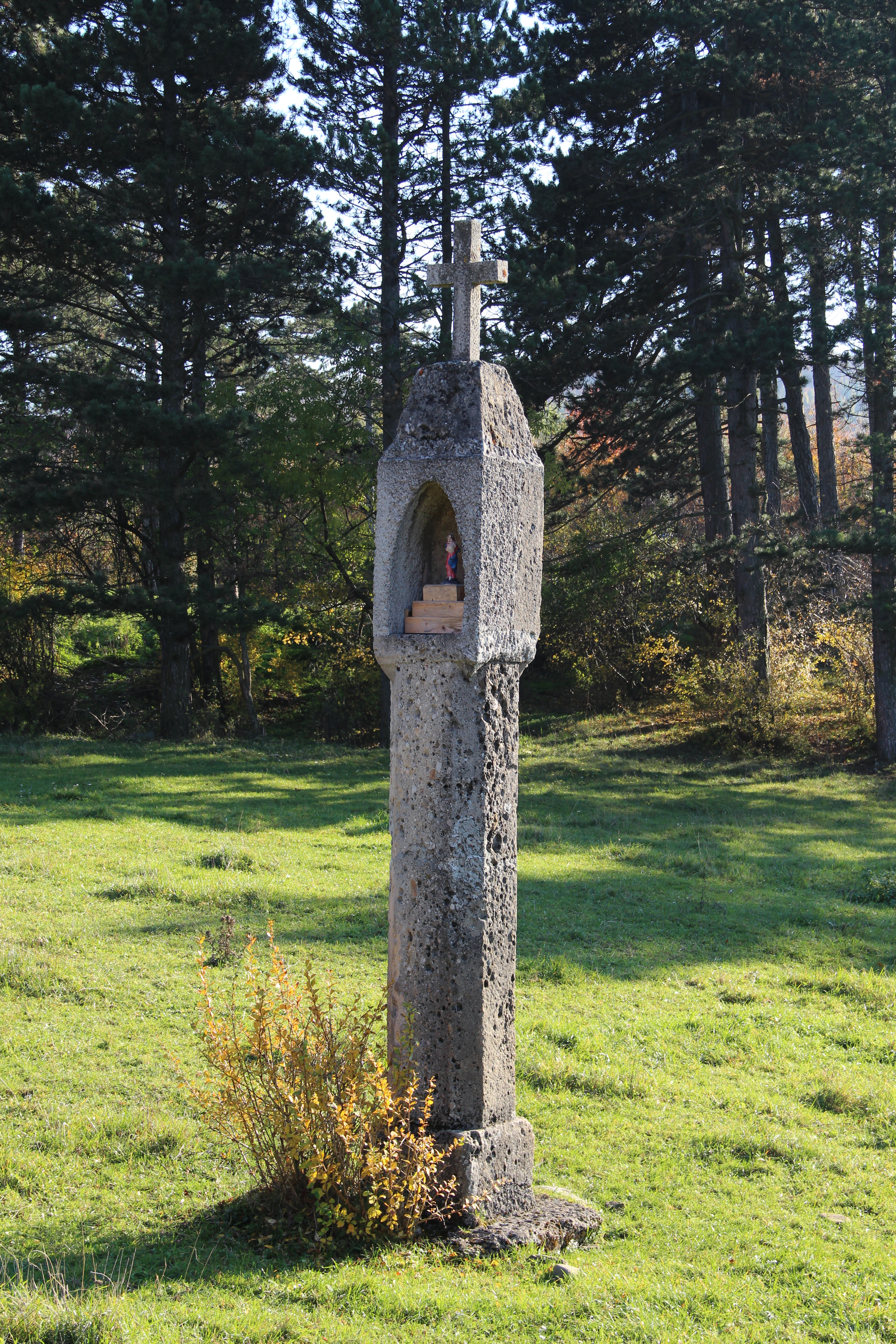
Gerichtskreuz in Schwarzensee